# Монфорте-д’Альба
Монфорте-д’Альба (итал. Monforte d'Alba) — коммуна в Италии, располагается в регионе Пьемонт, в провинции Кунео.
Население составляет 1994 человека (2008), плотность населения составляет 80 чел./км². Занимает площадь 25 км². Почтовый индекс — 12065. Телефонный код — 0173. 
Покровительницей коммуны почитается Пресвятая Богородица, празднование 5 августа.
Посёлок относится к зоне производства вин Бароло. Здесь работает винодельческое предприятие Giacomo Conterno.

## Демография
Динамика населения:

## Администрация коммуны
- Официальный сайт: http://www.comune.monforte.cn.it/